# Сліпа зона (фільм)
«Сліпа зона» (нід. Dode Hoek) — бельгійський кримінальний бойовик 2017 року, поставлений режисером Набілем Бен Ядіром. Фільм був висунутий в 4-х номінаціях на здобуття бельгійської національної кінопремії «Магрітт» за 2017 рік та отримав нагороду в категорії «Найперспективніший актор» .

## Сюжет
Комісар Ян Вербек зажив слави своєю безкомпромісністю серед правопорушників і колег. У нього двічі стріляли, але він ніколи не затримувався в клініці надовго, тільки-но він міг уже рухатися, то одразу піднімався з ліжка та намагався зробити хоч якийсь обсяг роботи. Багато злочинців ненавиділи Яна, адже він їх кинув за ґрати, а серед звичайних громадян думки про Вербека розділилися. Одні вважали, що Ян — вискочка, який за допомогою служби в поліції задовольняв своє нездорове бажання прибити всіх нелегалів, які різними способами проникли в його країну. Інші вважали чоловіка справжнім расистом, який ні перед чим не зупиниться, поки не знищить усіх людей, які йому не подобалися. Але що стосується товаришів по службі Яна, то вони були абсолютно впевнені в тому, що їм пощастило працювати з героєм.
Якось Вербек подумав, що може ще більшого досягти в житті, якщо займеться політичною діяльністю. Оскільки його багато людей його знали, то в нього не виникло жодних проблем, коли він побажав приєднатися до ультраправої партії ВПВ. Ян став поводитися ще активніше, він не пропускав жодної можливості виступити перед людьми й в нього виходило завойовувати їхню прихильність. Коли Вербеку повідомили, що злочинне угрупування почало створювати новий вид метамфетаміна, він наважився взяти участь в останній операції, яка приводить його в місто Шарлеруа на штурм нарколабораторії. Це було помилкове рішення, адже швидше за все це найкраща з хитрощів яку придумали наркоторговці, щоб усунути ненависного їм поліцейського.

## У ролях
| • Пітер ван ден Бегін | … | Ян Вербек |
| • Суф'єн Чиля         | … | Дріс      |
| • Ян Деклер           | … | голова    |
| • Давид Муржіа        | … | Аксель    |
| • Рут Бекар           | … | Лін       |
| • Юрген Делнат        | … | Йоган     |
| • Берт Галфут         | … | Рууд      |
| • Матейс Шейперс      | … | Рубен     |
| • Тібо Ванденборре    | … | Озгур     |
| • Гаель Малю          | … | Маню      |

## Знімальна група
- Автор сценарію — Набіль Бен Ядір, Лоран Бранденбургер, Мішель Саббе
- Режисер-постановник — Набіль Бен Ядір
- Продюсер — Набіль Бен Ядір, Пітер Букеєрт, Бенуа Роланд
- Оператор — Робрехт Гейварт
- Композитор — Сеньян Янсен
- Артдиректорb — Мохамед Аяда, Флоріс ван Лой
- Підбір акторів — Сара де Фриз-Вінк

## Нагороди та номінації
| Список нагород та номінацій | Список нагород та номінацій | Список нагород та номінацій   | Список нагород та номінацій | Список нагород та номінацій | Список нагород та номінацій |
| Кінофестиваль/Кінопремія    | Рік                         | Категорія                     | Номінант(и)                 | Результат                   | Дж                          |
| --------------------------- | --------------------------- | ----------------------------- | --------------------------- | --------------------------- | --------------------------- |
| Премія «Магрітт»            | 3.02.2018                   | Найкращий фільм               | Сліпа зона                  | Номінація                   | [ 1 ] [ 3 ]                 |
| Премія «Магрітт»            | 3.02.2018                   | Найкращий режисер             | Набіль Бен Ядір             | Номінація                   | [ 1 ] [ 3 ]                 |
| Премія «Магрітт»            | 3.02.2018                   | Найкращий актор другого плану | Давид Муржіа                | Номінація                   | [ 1 ] [ 3 ]                 |
| Премія «Магрітт»            | 3.02.2018                   | Найперспективніший актор      | Суф'єн Чиля                 | Перемога                    | [ 1 ] [ 3 ]                 |